# ТЕС Кріл
ТЕС Кріл — теплова електростанція на північному сході Південно-Африканської Республіки. Розташована за 100 км на схід від Йоганнесбурга в провінції Мпумаланга (можливо відзначити, що в останній розміщена абсолютна більшість станцій країни, призначених для роботи в базовому режимі).
Будівельні роботи на майданчику станції розпочались у першій половині 1970-х і завершилися введенням останнього блоку в експлуатацію у 1979 році. ТЕС належать до конденсаційних станцій та обладнана шістьма паровими турбінами потужністю по 500 МВт (втім, у мережу загального користування кожен блок видає лише 475 МВт, тоді як 25 МВт використовується допоміжним обладнанням).
Видалення продуктів згоряння відбувається за допомогою двох димарів висотою по 213 метрів.
Охолодження здійснюється чотирма градирнями. Необхідна для роботи станції вода постачається з річки Усуту й може бути передана далі на ТЕС Матла.
Станція використовує в роботі вугілля, що подається із розташованої поруч копальні Kriel, котра здійснює видобуток як шахтним, так і відкритим методом. Паливо надходить на два склади загальним об'ємом 120 тисяч тонн, звідки подається до розташованих на висоті 37 метрів бункерів котлів. Також існує резервне сховище з об'ємом зберігання 1,7 млн тонн.
Видача продукції відбувається по ЛЕП, що працює під напругою 400 кВ.
Паливна ефективність станції становить 34,99 %.